# Sankt Johann am Tauern
Sankt Johann am Tauern là một đô thị thuộc huyện Judenburg trong bang Steiermark, nước Áo. Đô thị Sankt Johann am Tauern có diện tích 528 km², dân số cuối năm 2005 là 1056 người.